# Dimitrij Prokopcov
Dmitrij Prokopcov (* 1. května 1980) je profesionální hráč stolního tenisu narozený na Ukrajině. V současnosti hraje za klub HB Ostrov. V roce 2019 ukončil reprezentační karieru v Českém národním týmu. Podle ITTF Světového žebříčku je Dimitrij Prokopcov 1046. hráč Světa, je to z důvodu, že už se neúčastní mezinárodních podniků ITTF.

## Životopis
Dimitrij Prokopcov se narodil na Ukrajině a začal zde také hrát stolní tenis když mu bylo šest let. Hrál ve svém rodném městě Simferopol v klubu Saki Krym. Když mu bylo šestnáct let, hrál za Ukrajinský národní tým na Mistrovství Evropy v roce 1996 v Bratislavě. Později také hrál na mistrovství Světa v letech 1997, 1999, 2000 a 2001 za Ukrajinu a na Mistrovství Evropy v letech 1998, 2000, 2002 a 2003. Po několika odehraných turnajích za Ukrajinu, Prokopcov přestal reprezentovat svojí zemi kvůli sporům s ukrajinským národním týmem. Od roku 1998 hrál ve městě Ostrava v České republice. Tvrdil že v Ostravě má lepší podmínky na trénování . Důvod sporů s ukrajinským národním týmem byl ten, že se odmítl účastnit všech týmových schůzek. Kontakty mezi ním a ukrajinským týmem postupně utichly. Prokopcov se oženil v České republice, požádal o české občanství a v roce 2008 se stal občanem České republiky. Bylo mu dovoleno hrát za českou reprezentaci ve stolním tenisu. Od roku 2005 do roku 2011 hrál za pražský tým El Niňo a v roce 2011 přestoupil do francouzského týmu Hennebont, poté hrál polskou nejvyšší soutěž, a před sezonou 2018/2019 se vrátil do SF SKK EL Niňo Praha. Od sezony 2020-2021 je "Dima" hráčem HB Ostrov Havlíčkův Brod. S tímto ambiciózním klubem v roce 2021 vybojoval mistrovský titul a vítězství v České poháru.

## Kariéra
Ve své sportovní kariéře vyhrál dva tituly na Mistrovství Ukrajiny. Při svém prvním startu na Mistrovství České republiky v roce 2009 se dostal do finále. Jako člen týmu El Niňo vyhrál čtyřikrát českou ligu, další český titul přidal již v dresu HB Ostrov Havlíčkův Brod, kde v současné době působí. Také pomohl České republice vyhrát bronzovou medaili na Mistrovství Evropy v Ostravě roku 2010.